# Conferencia de ministros de educación y cultura

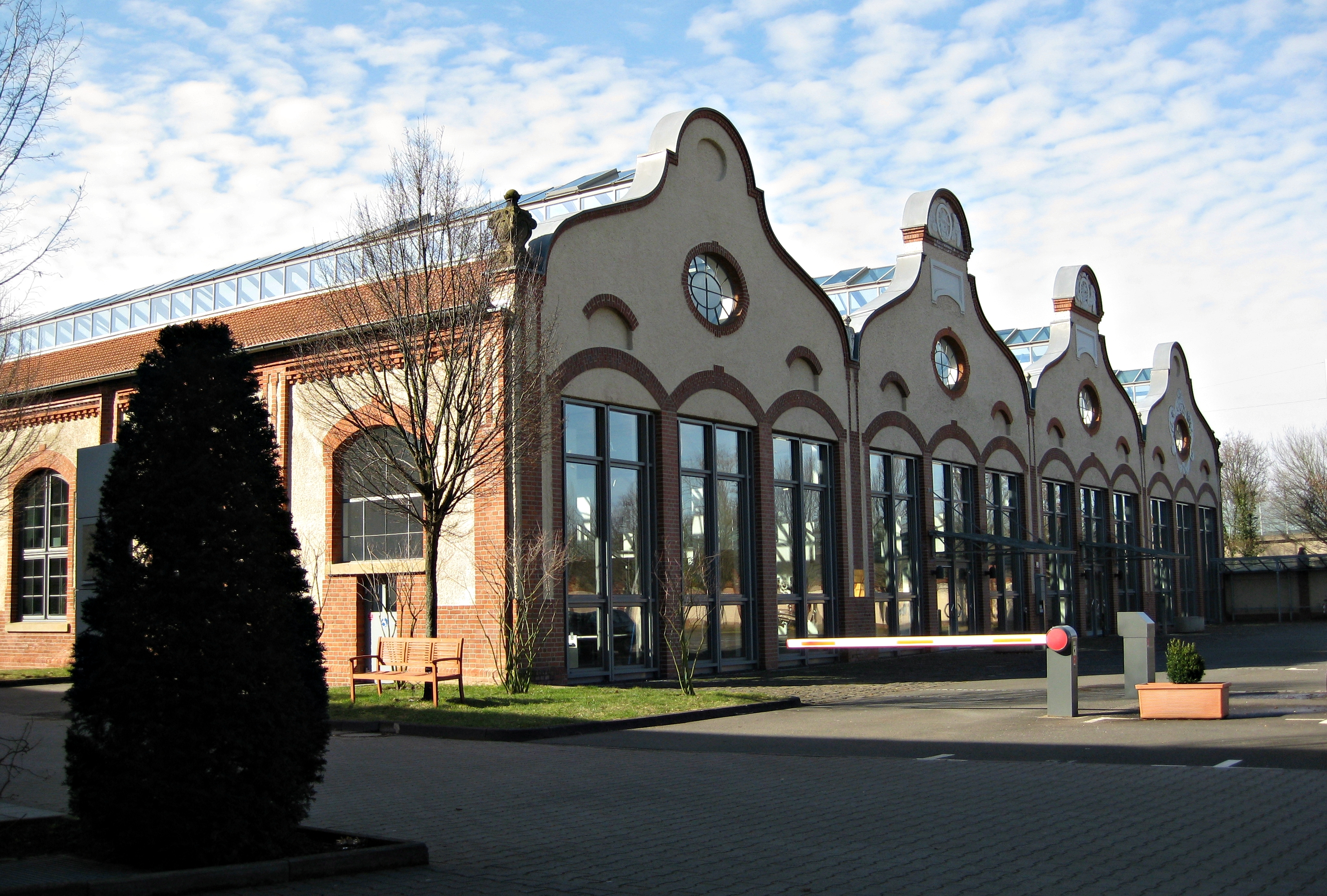
La antigua cochera de tranvías alberga desde 2010 las oficinas de la KMK en Bonn

La Conferencia de ministros de educación y cultura ( en alemán: Kultusministerkonferenz, KMK ) es un organismo que agrupa a los ministros de educación y cultura de los 16 estados federados alemanes. El organismo no forma parte del gobierno federal y sus directivas no entran en vigor inmediatamente, sino que primero tendrán que convertirse en ley de cada estado. Su nombre completo es Ständige Konferenz der Kultusminister der Länder in der Bundesrepublik Deutschland ( Conferencia Permanente de Ministros de Educación y Asuntos Culturales de los Länder de la República Federal de Alemania ), pero generalmente se llama Kultusministerkonferenz, abreviado KMK. La asamblea fue fundada en 1948 con el nombre de Konferenz der deutschen Erziehungsminister (literalmente "Conferencia de Ministros de Educación alemanes"), antes de la aprobación de la Carta Magna y los estados federados.
En la actualidad es la asamblea de los ministros de educación, cultura e investigación de cada estado. Los estados financian una serie de oficinas y comités del KMK: actualmente hay 220 puestos disponibles con una financiación de 50 millones de euros. Existen tres ramas principales: "Schulausschuss" ( comité de formación escolar para educación primaria y secundaria), "Hochschulausschuss" ( comité de formación académica para universidades y educación superior ) y "Kulturausschuss" ( comité de aspectos culturales para medios y artes ). Estos se subdividen en 16 subcomités y varios grupos de trabajo. Además, se financian cinco grandes comisiones: "Amtschef-Kommission Qualitätssicherung in Schulen" ( Comisión para el control de la calidad en la formación escolar ), "Amtschef-Kommission Qualitätssicherung in Hochschulen" ( Comisión para el control de la calidad en la formación académica ), " Kommission für Europäische und Internationale Angelegenheiten" ( Comisión para asuntos europeos e internacionales ), "Kommission für Statistik" ( Comisión de estadística ) y "Kommission Sport" ( Comisión de deportes ).
La importancia de la KMK es que en Alemania no existe una legislación federal en materia de educación, pues la Ley Fundamental no otorga a la Federación competencias para legislar en la materia, creando así una Kulturhoheit der Länder o soberanía cultural de los estados. Otras conferencias estatales voluntarias tienen su paralelo en el nivel federal, como la Innenministerkonferenz (la asamblea de ministros de policía y seguridad, rama ejecutiva) y la Justizministerkonferenz (la asamblea de ministros de justicia, rama judicial), en las que la ley federal prevalece sobre la ley de cada estado. Sin embargo, las directivas estatales del KMK prevalecen sobre las regulaciones federales, lo que explica la importancia de la Kultusministerkonferenz en el sistema político de Alemania: en la mayoría de los casos, el ministro federal de educación creará comités conjuntos con el KMK donde la ley creada tomará la forma de un Staatsvertrag ( tratado estatal ) aprobado por los gobiernos estatales.
En el marco de la reforma del Förderalismusreform (reforma de las competencias entre la Federación y los estados federados) entre los años 2003 y 2006, también se discutió la estructura de la Conferencia de ministros de educación y cultura. Esto llevó al estado de Baja Sajonia a abandonar la Kultusministerkonferenz en septiembre de 2004 y regresar al KMK en diciembre de 2004, después de resoluciones que habían llevado a reducir la financiación de las oficinas del KMK en un 20%. Sin embargo, en los últimos años el KMK ha recibido financiación adicional para apoyar los informes PISA y la reforma del sistema académico en el llamado proceso de Bolonia.